# Tylomys panamensis
Tylomys panamensis là một loài động vật có vú trong họ Cricetidae, bộ Gặm nhấm. Loài này được Gray mô tả năm 1873.